# Надлиманське городище
Надлиманське городище — скіфське городище 4—3 ст. до н. е. Розташоване на східному березі Дністровського лиману біля с. Надлиманського Одеської області.

## Короткий опис
Поселення розташовувалося на лівому березі Дністровського лиману, північніше знайденого археологами античного поселення Ніконія.
Досліджувалося 1957, 1959 і в 1960-і роки. Розкопки проводили М. С. Синіцин та Г. А. Дзіс-Райко.
Городище розташоване на високому мисі, обмеженому ярами. Городище було захищене ровом, валом та оборонним муром, від якого збереглися шарові основи. Площа городища — близько 1 га. Потужність культурного щару — близько 1,5 м. Планування городища стихійне, без помітних принципів забудови. Переважав тип наземного прямокутного житла з глинобитними стінами на кам'яних фундаментах.
На місці Надлиманського городища археологи віділяють декілька поселень, що знаходяться поруч, але належать до різних історичних епох:
- Надлиманське III і IV (VI–V ст. до н. е.), у якому переважає скіфська кераміка (80%) і зустрічається фракійська (20%). У другій половині III ст. до н. е. ці поселення занепадають.
- Надлиманське VI, що виникло в той же час, що й попередні, але на відміну від них зазнало нового розквіту в III–II ст. до н. е.

У Надлиманському городищі археологами виявлено залишки жител, зернові ями; знайдено зернотертку.